# Garmisch Challenger
Il Garmisch Challenger è stato un torneo professionistico di tennis giocato in sole tre edizioni su campi in cemento indoor. Faceva parte dell'ATP Challenger Series. Si giocava annualmente a Garmisch in Germania.

## Albo d'oro

### Singolare
| Anno | Campione          | Finalista     | Punteggio |
| ---- | ----------------- | ------------- | --------- |
| 1995 | Nicolas Kiefer    | Dick Norman   | 7–6, 7–6  |
| 1994 | Karol Kučera      | Sláva Doseděl | 6–3, 6–2  |
| 1993 | Martin Laurendeau | Patrick Baur  | 6–0, 6–4  |

### Doppio
| Anno | Campioni                          | Finalisti                        | Punteggio     |
| ---- | --------------------------------- | -------------------------------- | ------------- |
| 1995 | Lionnel Barthez Nuno Marques      | Mathias Huning Dick Norman       | 7–6, 7–6      |
| 1994 | Patrik Kühnen Alexander Mronz (2) | Thomas Gollwitzer Brent Haygarth | 6–4, 6–2      |
| 1993 | Mike Bauer Alexander Mronz (1)    | Filip Dewulf Tom Vanhoudt        | 7–6, 3–6, 6–2 |